# Цейоний Прокул
Цейоний Прокул (лат. Ceionius Proculus) — римский политический деятель и сенатор конца III века.

## Биография
О Прокуле практически ничего неизвестно. В 289 году он занимал должность консула-суффекта.
Кроме него в тот год суффектами были Марк Умбрий Прим, Тит Флавий Коэлиан, Гельвий Клемент, Флавий Децим и Аниний Максим.